# Liste der Baudenkmale in Gägelow
In der Liste der Baudenkmale in Gägelow sind alle denkmalgeschützten Bauten der mecklenburgischen Gemeinde Gägelow und ihrer Ortsteile aufgelistet. Grundlage ist die Veröffentlichung der Denkmalliste des Kreises Nordwestmecklenburg mit dem Stand vom 16. September 2020.

## Legende
In den Spalten befinden sich folgende Informationen:
- ID-Nr: Die Nummer wird von den Denkmalämtern der Landkreise vergeben. Wenn sie nicht bekannt ist, bleibt die Spalte leer. In dieser Spalte kann sich zusätzlich das Wort Wikidata befinden, der entsprechende Link führt zu Angaben zu diesem Denkmal bei Wikidata.
- Lage: die Adresse des Denkmales und die geographischen Koordinaten.
Link zu einem Kartenansichtstool, um Koordinaten zu setzen. In der Kartenansicht sind Denkmale ohne Koordinaten mit einem roten bzw. orangen Marker dargestellt und können in der Karte gesetzt werden. Denkmale ohne Bild sind mit einem blauen bzw. roten Marker gekennzeichnet, Denkmale mit Bild mit einem grünen bzw. orangen Marker.
- Bezeichnung: Bezeichnung, so wie sie in den offiziellen Listen der Denkmalämter steht. Ein Link hinter der Bezeichnung führt zum Wikipedia-Artikel über das Denkmal. Wenn die Bezeichnung der Denkmalämter inhaltlich fehlerhaft ist, ist in der Spalte „Beschreibung“ darauf hinzuweisen.
- Beschreibung: Beschreibung des Denkmales
- Bild: ein Bild des Denkmales und gegebenenfalls einen Link zu weiteren Fotos des Denkmals im Medienarchiv Wikimedia Commons

## Baudenkmale nach Ortsteilen

### Gressow
| ID  | Lage | Bezeichnung                                               | Beschreibung | Bild                                       |
| --- | --- | --------------------------------------------------------- | ------------ | ------------------------------------------ |
| 476 | Dorfstraße | ehemalige Post                                            |              |                                            |
| 477 | Dorfstraße | ehemalige Schule                                          |              |                                            |
| 478 | Grevesmühlener Straße 15 | Pfarrgehöft: Wohnhaus und Scheune                         |              |                                            |
| 479 | Am Dorfanger 3 (Karte) | Gutshaus mit Park                                         |              |                                            |
| 480 | B 105 / 150 / 0.000 bei 134,84 km (am Ortseingang in Richtung Wismar), östliche Straßenseite der alten Straßenführung (Karte) | Halbmeilenstein an der B 105 bei 134,84 km                |              | Halbmeilenstein an der B 105 bei 134,84 km |
| 481 | (Karte) | Kirche mit Friedhof, Mauer und klassizistischem Grabstein |              | Weitere Bilder                             |
| 482 | | Pflasterstraße mit Pappelallee bis Käselow und Beidendorf |              |                                            |

### Jamel
| ID  | Lage               | Bezeichnung     | Beschreibung | Bild |
| --- | ------------------ | --------------- | ------------ | ---- |
| 720 | Forststraße 13     | Forsthof        |              |      |
| 721 | Forststraße 14     | Tagelöhnerkaten |              |      |
| 722 | Forststraße 14, 15 | Tagelöhnerkaten |              |      |

### Proseken
| ID   | Lage          | Bezeichnung | Beschreibung | Bild |
| ---- | ------------- | --- | ------------ | --- |
| 1076 | Kirchstraße 2 | Pfarrhof: Wohnhaus und Scheune |              | |
| 1077 | (Karte)       | Kirche mit umgebendem Friedhof und Friedhofstor, 2 Grabplatten 1834/36 Fam.-grab Gildemeister, Grabstein 1858, Gräber von russischen Gefangenen |              | Kirche mit umgebendem Friedhof und Friedhofstor, 2 Grabplatten 1834/36 Fam.-grab Gildemeister, Grabstein 1858, Gräber von russischen Gefangenen |
| 1078 |               | Kriegerdenkmal |              | |

### Stofferstorf
| ID   | Lage                                                                        | Bezeichnung                     | Beschreibung | Bild                            |
| ---- | --------------------------------------------------------------------------- | ------------------------------- | ------------ | ------------------------------- |
| 1386 | B 105 / 150 / 3.755 bei km 131 (in Ortslage, östliche Straßenseite) (Karte) | Meilenstein (Ganzmeilenobelisk) |              | Meilenstein (Ganzmeilenobelisk) |

### Weitendorf
| ID   | Lage         | Bezeichnung                               | Beschreibung | Bild              |
| ---- | ------------ | ----------------------------------------- | --- | ----------------- |
| 1483 |              | ehemalige Kapelle                         | Einschiffiger Backsteinbau mit Strebepfeilern und dreiseitigem Chorschluss, 15. Jahrhundert, über dem Eingang eingemauerte Allianzwappen der von Negendanck von 1623. | ehemalige Kapelle |
| 1485 | Lange Straße | Reliefplatte am ehemaligen Siechenhaus    | |                   |
| 1486 |              | Speichergebäude der ehemaligen Gutsanlage | |                   |

## Ehemalige Denkmale

### Gägelow
| ID  | Lage | Bezeichnung     | Beschreibung | Bild |
| --- | ---- | --------------- | ------------ | ---- |
| 450 |      | Scheune um 1920 |              |      |

### Weitendorf
| ID   | Lage               | Bezeichnung | Beschreibung | Bild |
| ---- | ------------------ | ----------- | ------------ | ---- |
| 1484 | Lange Straße 16,17 | Kate        |              |      |

## Quelle
- Denkmalliste des Landkreises Nordwestmecklenburg (Stand: 9. November 2023; PDF, 1,2 MByte)